# Horus (Himmelsstier)
Der Begriff Horus, der Himmelsstier bezeichnete in der ägyptischen Mythologie und Astronomie den Planeten Saturn, der zugleich der „lebende Stern“ des Horus war.
Zumeist wurde der Mars in der Vergangenheit traditionell als „Stern des Horus“ bezeichnet, was jedoch aufgrund der Mythologie und des Planetenkapitels im Nutbuch ausgeschlossen werden kann.